# 巴珠村
巴珠村是位于中华人民共和国云南省迪庆藏族自治州维西傈僳族自治县塔城镇的一个村庄。地处横断山南部, 金沙江西岸，靠近白马雪山国家级自然保护区。海拔2‚300-2‚500米之间, 年均气温13.1℃, 年均降水量1‚001毫米。人口1‚375人，信奉藏传佛教。全村耕地160.42公顷，林地5‚787.6公顷，主要种植小麦、玉米、白芸豆等作物，农民收入来源以种植业和养殖业为主。
村寨后山的崩布什各山、那欧祥姆山、峡格祥姆山、夏瓦祥姆山、崩呷拉姆山、楠珠拉姆山、楠处笑姆山、扎卡过山是当地的圣山。